# Тугры
Тугры́ (в верховье Большие Тугры) — река в Тарском районе Омской области России. Устье реки находится в 323 км по левому берегу реки Туй. Длина реки составляет 54 км.
Название Тугры получает после слияния рек Большие и Малые Тугры.

## Притоки
- Горбатова (лв)
- 11 км: Казанка (лв)
- Аузакла (пр)
- 28 км: Малые Тугры (лв)

## Данные водного реестра
По данным государственного водного реестра России относится к Иртышскому бассейновому округу, водохозяйственный участок реки — Иртыш от впадения реки Омь до впадения реки Ишим, без реки Оша, речной подбассейн реки — бассейны притоков Иртыша до впадения Ишима. Речной бассейн реки — Иртыш.